# Lapponia (chanson)
Pour l’article homonyme, voir Lapponia.
Chansons représentant la Finlande au Concours Eurovision de la chanson
Pump-Pump
(1976) Anna rakkaudelle tilaisuus
(1978)
Lapponia  est la chanson représentant la  Finlande au Concours Eurovision de la chanson 1977, à Londres, au Royaume-Uni. Elle est interprétée par Monica Aspelund (fi).

## Sélection
Lapponia traite de la rencontre d'un homme charmée par une femme comme une sorcière en Laponie. Selon Mari Pajala, autrice d'une thèse sur l'Eurovision, l'utilisation de la Laponie et des Samis comme sujet de la chanson est liée à la mode des cultures des minorités ethniques qui se poursuit depuis quelques années lors des qualifications finlandaises pour le Concours Eurovision de la chanson.
Aarno Raninen, le compositeur, s'est opposé au nom de la chanson jusqu'à la toute fin, en partie à cause pour des raisons commerciales, la marque de bijoux finlandaise Lapponia (fi) est devenue connue quand un collier apparaît au cou de la princesse Leia dans Star Wars, épisode IV : Un nouvel espoir sortie aux États-Unis en mai 1977.
Comme l'année précédente, le concours de sélection est à nouveau un concours de composition ouvert. 182 chansons sont déposées pour le concours, neuf sont sélectionnées pour la finale de qualification. La finale a lieu dans le studio de télévision Yle 2 le 22 janvier, retransmise en direct sur YLE TV1 à partir de 19h45. La chanson gagnante est choisie par des jurys provinciaux de toute la Finlande.
La chanson l'emporte avec 436 points contre 346 pour la deuxième place.

## Eurovision
La chanson est la seizième de la soirée, suivant Libera interprétée par Mia Martini pour l'Italie et précédant A Million in One, Two, Three interprétée par Dream Express pour la Belgique.
Monica Aspelund porte une robe aux couleurs du drapeau finlandais en forme de triangle et un collier en forme du monument Sibelius à Helsinki.
La chanson obtient 50 points et finit dixième des dix-huit participants.

### Points attribués à la Finlande
| 12 points | 10 points           | 8 points  | 7 points        | 6 points   |
| --------- | ------------------- | --------- | --------------- | ---------- |
| - Irlande |                     | - Norvège | - Israël        | - Autriche |
| 5 points  | 4 points            | 3 points  | 2 points        |            |
| - Suisse  | - France - Pays-Bas |           | - Grèce - Suède |            |